# حميمق النحل الفلبيني
حميمق النحل الفلبيني (الاسم العلمي: Pernis steerei)، نوع من الطيور الجارحة من الفصيلة البازية.
يعيش في الأراضي المنخفضة الرطبة الاستوائية وشبه الاستوائية والغابات الجبلية في الفلبين.